# Michel Sinner
Michel Sinner (Ettelbruck, 5 november 1826 – aldaar, 11 juni 1882) was een Luxemburgs kunstschilder.

## Leven en werk
Michel Sinner was een zoon van akkerbouwer Johan Sinner en Suzanna Carmes. Hij bezocht het Progymnase Royal Grand-Ducal in Diekirch en vermoedelijk het Athénée royal grand-ducal in Luxemburg-Stad. In de stad was hij daarnaast leerling van Jean-Baptiste Fresez aan de gemeentelijke tekenschool. Sinner kon dankzij een beurs van de overheid in het buitenland verder studeren en vervolgde zijn artistieke opleiding aan de Koninklijke Academie voor Schone Kunsten van Antwerpen. Hij maakte studiereizen naar Duitsland, Frankrijk en Engeland. 
Sinner legde vooral de bourgeoisie vast. In 1862 kwam het boek Les Misérables van de Franse schrijver Victor Hugo uit, die als balling in Brussel verbleef. Sinner woonde en werkte in die tijd ook in Brussel en portretteerde enkele personages uit het boek. Hugo was erg te spreken over zijn werk en schreef in een brief "Vous maniez le pastel avec science et invention, et je félicite l'artiste. Vos personnes sont d'un peintre, sans quoi elles n'existeraient point et ne seraient qu'une invention; mais elles sont aussi d'un philosophe, qualité sans laquelle elles n'existeraient pas non plus. Peindre un visage, c'est bien; mais saisir une physionomie, c'est mieux. Ce double succès. Monsier, vous l'avez eu près de moi, et vous l'aurez près de public."
Sinner overleed op 55-jarige leeftijd. Postuum werd zijn werk onder meer getoond tijdens een door de Cercle Artistique de Luxembourg georganiseerde retrospectief van Luxemburgse kunst (1926) en op een tentoonstelling in het Staatsmuseum gewijd aan de 19e-eeuwse Luxemburgse schilderkunst (1963), naast dat van onder anderen Jean-Baptiste Fresez, Therese Glaesener-Hartmann, Jean-Pierre Huberty en Michel Weyler.

## Enkele werken
- 1845 Deux Demoiselles, collectie MNAHA.
- ca. 1851 Jean l'Aveugle sur le champ de bataille de Crécy, de dood van Jan de Blinde. Olieverfschilderij, collectie MNAHA.
- 1877 Cosette, personnage uit Les Misérables. Olieverfschilderij, collectie stad Ettelbruck.

## Galerij

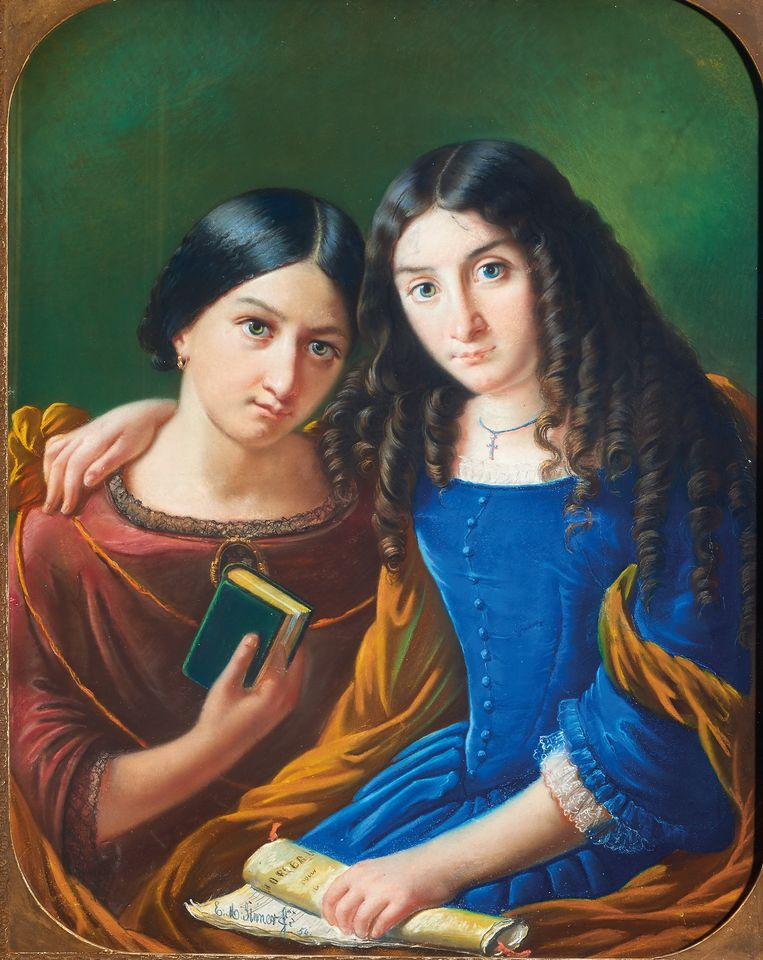
Deux Demoiselles
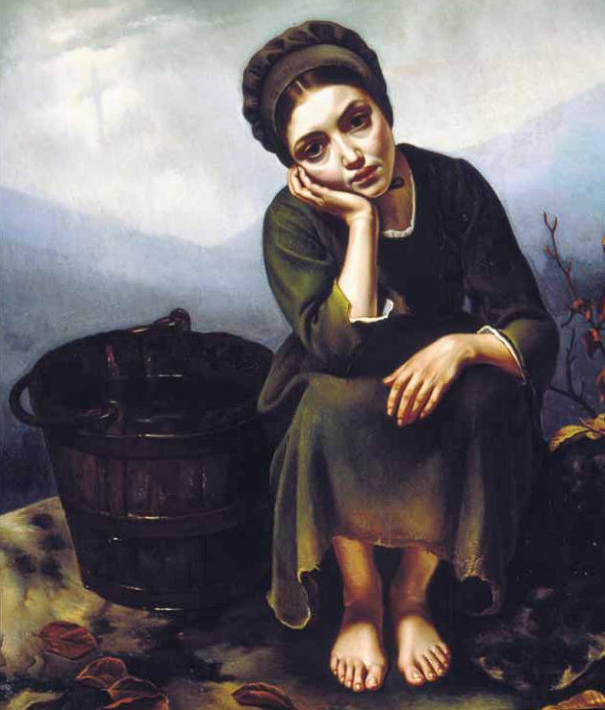
Cosette
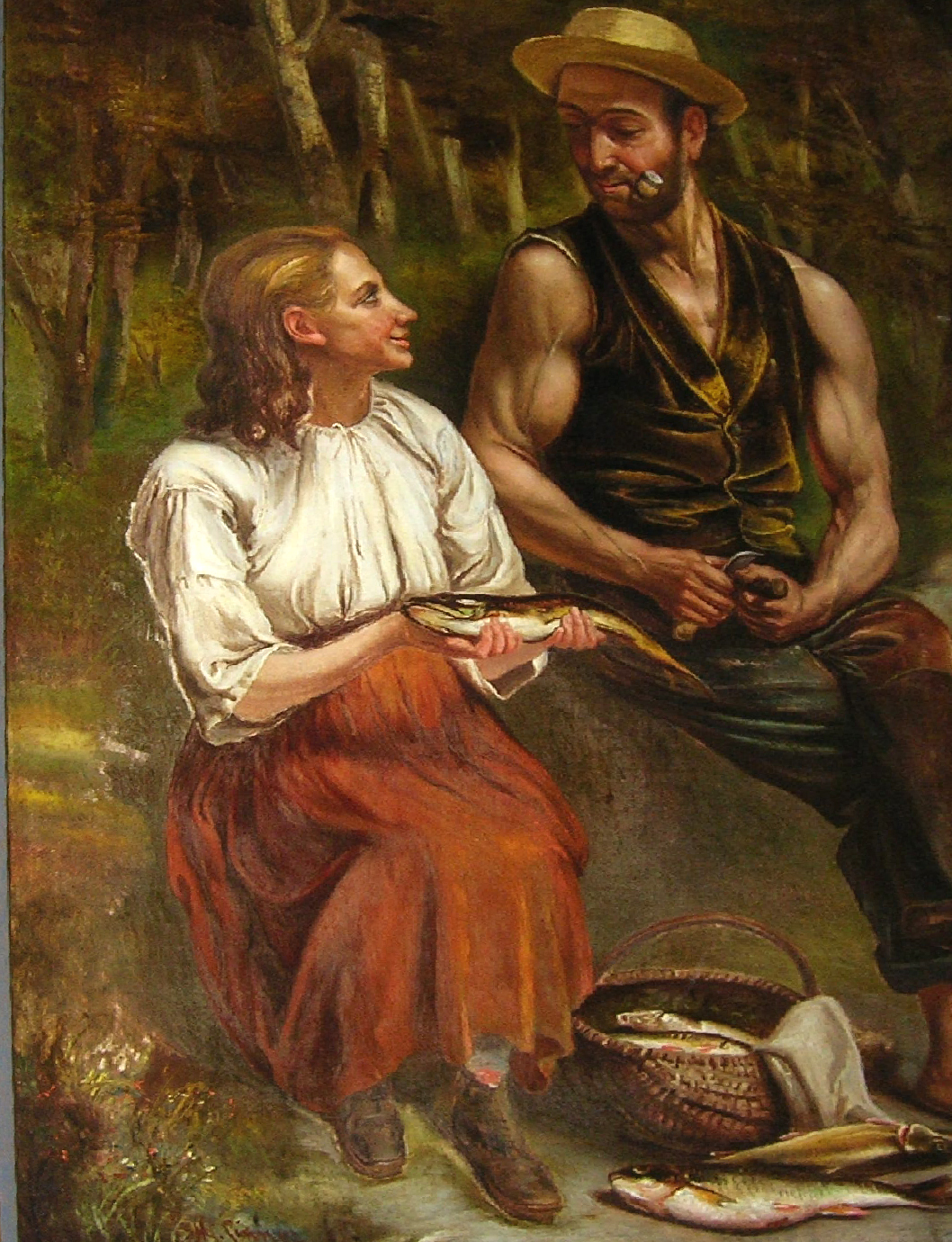
Het visserspaar
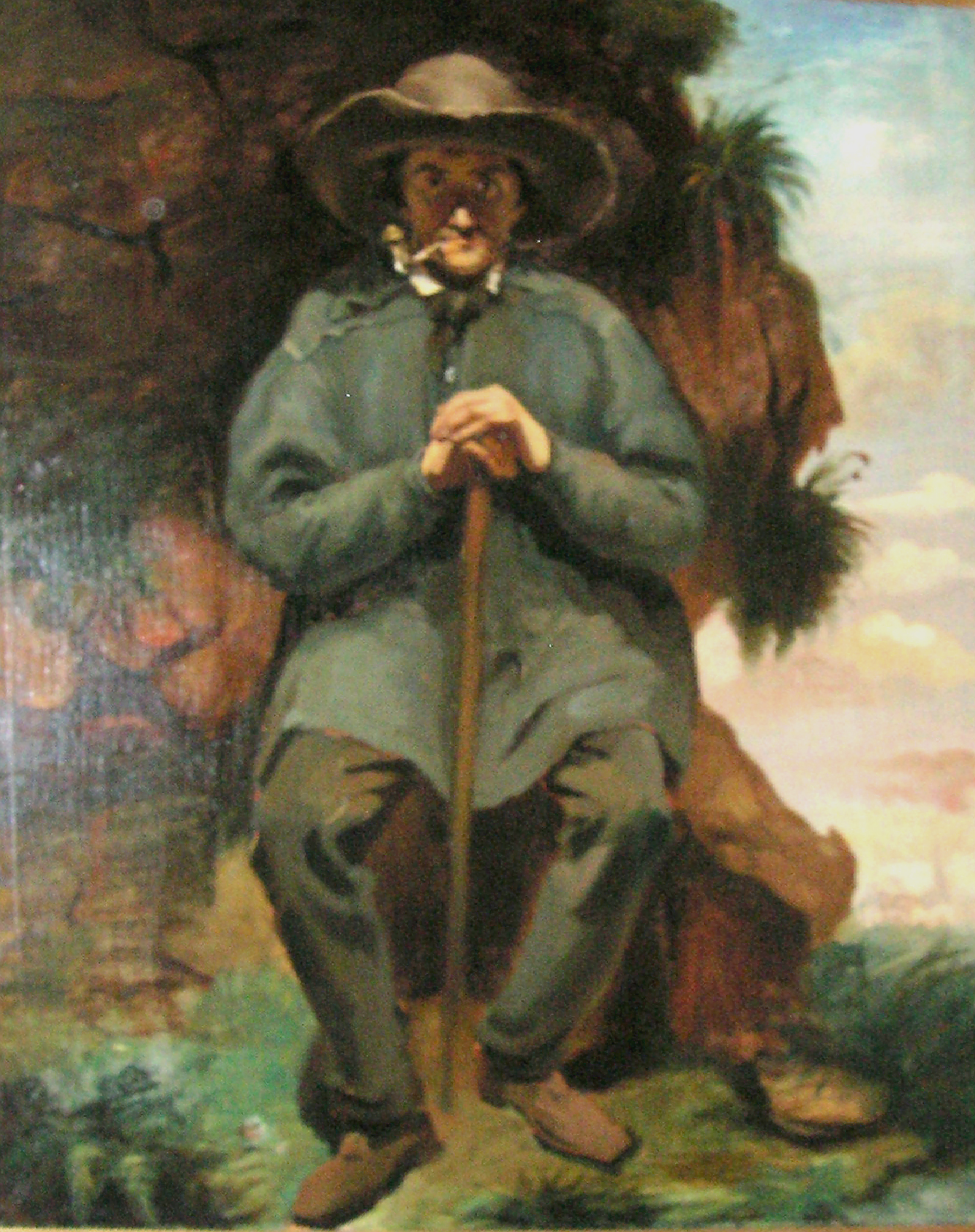
Man met de pijp
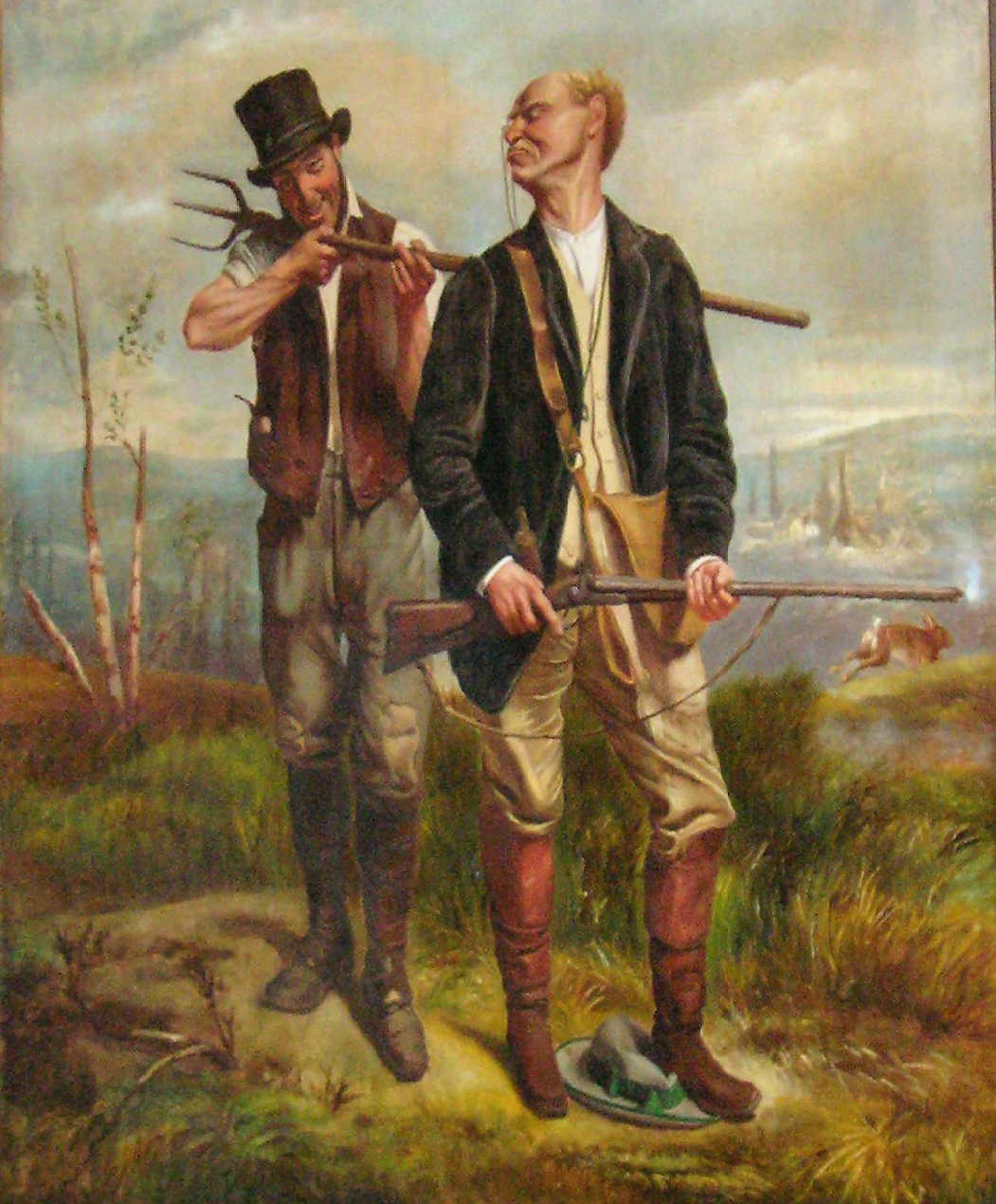
De boer en de jager

- Musée national d'archéologie, d'histoire et d'art: lkl002081